# 中西重忠
中西 重忠（なかにし しげただ、1942年1月7日 - ）は、日本の生化学者、分子神経科学者。京都大学名誉教授、大阪バイオサイエンス研究所所長。Gタンパク質共役受容体に関する世界的権威として知られる。岐阜県大垣市出身。2015年文化勲章受章。
沼正作と共に、多ホルモン前駆体の構造、遺伝子、進化に関する研究を発表して有名となり、「記憶のもと」と考えられるタンパク質のNMDA型グルタミン酸受容体の構造を世界で初めて解明した。

## 経歴
- 1960年 岐阜県立大垣北高等学校卒業
- 1966年 京都大学医学部卒業（本庶佑と同期）
- 1971年 京都大学大学院医学研究科博士課程修了（医化学、酵素） （指導者：橘正道、沼正作、野崎光洋、西塚泰美）
- 1971～1974年 アメリカ国立衛生研究所（NIH）（指導教官アイラ・パスタン博士）、癌研究所（NCI）、分子生物学教室　客員研究員
- 1974年 京都大学　医学部　医化学教室　助教授、医学博士（京都大学）取得
- 渡米し、スタンフォード大学スタンリー・コーエン博士と共同研究
- 1981年 京都大学　医学部　免疫研究施設　第二部門　教授
- 1995年～2005年 京都大学大学院　医学研究科生体情報科学講座教授、生命科学研究科認知情報学講座教授（兼務）
- 2000年～2002年 京都大学大学院　医学研究科科長・医学部長
- 2005年 退官、京都大学名誉教授
- 2005年～2015年 財団法人大阪バイオサイエンス研究所所長[2]
- 2015年～2022年　公益財団法人サントリー生命科学財団 生物有機科学研究所 所長[3]

## 業績[1]
- ACTH前駆体タンパク質の遺伝子構造を解析
- サブスタンスK神経ペプチドを発見
- 神経ペプチド細胞に作用する受容体を発見
- グルタミン酸受容体の活性を低下させる神経の働きを発見

## 受賞歴
- 1977年 日本生化学会奨励賞
- 1982年 日本分析化学会有功賞
- 1983年	朝日賞[4]
- 1987年	武田医学賞
- 1988年	井上学術賞
- 1989年 中日文化賞
- 1991年 ベルツ賞1等賞
- 1992年 上原賞
- 1995年 ブリストル・マイヤーズ・スクイブ神経科学賞
- 1996年	東レ科学技術賞
- 1996年	慶應医学賞
- 1997年	日本学士院賞・恩賜賞
- 2007年	グルーバー賞神経科学部門
- 2017年 Innovators in Science Award(武田薬品工業・ニューヨーク科学アカデミー) 神経科学　The Senior Scientist Award

## 栄誉
- 1995年 アメリカ芸術科学アカデミー外国人名誉会員
- 2000年 米国科学アカデミー会員
- 2006年 文化功労者
- 2009年 日本学士院会員
- 2015年 文化勲章[5]

## 参照
- 中西重忠 JT生命誌研究館
- 中西重忠 日本学士院